# Squadra armena di Fed Cup
La squadra armena di Fed Cup rappresenta l'Armenia nella Fed Cup, ed è posta sotto l'egida della Armenian Tennis Association.
La squadra partecipa alla competizione dal 1997, senza mai essere andata oltre il gruppo II della zona Euro-Africana. Fino al 1993 le tenniste armene erano selezionabili per l'Unione Sovietica.
Nel 2011 le armene sono state retrocesse al Gruppo III della zona Euro-Africana, la categoria più bassa della Fed Cup.

## Organico 2011
Aggiornato ai match del gruppo II (5-7 maggio 2011). Fra parentesi il ranking della giocatrice nei giorni della disputa degli incontri.
- Ani Amiraghyan (WTA #750)
- Anna Movsisyan (WTA #)
- Ofelya Poghosyan (WTA #)
- Nune Khachatryan (WTA #)

## Ranking ITF
- Il prossimo aggiornamento del ranking è previsto per il mese di febbraio 2012.

| Armenia nel Ranking ITF (aggiornata al 7 novembre 2011) |              |        |                            |
| Pos                                                     | Squadra      | Punti  | Gruppo                     |
| 69                                                      | Cuba         | 229.50 | Gruppo II - Americhe       |
| 70                                                      | Marocco      | 220.00 | Gruppo III - Europa/Africa |
| 71                                                      | Egitto       | 205.00 | Gruppo III - Europa/Africa |
| 72                                                      | Armenia      | 204.50 | Gruppo III - Europa/Africa |
| 73                                                      | Costa Rica   | 200.00 | Gruppo II - Americhe       |
| 74                                                      | Turkmenistan | 181.00 | Gruppo II - Asia/Oceania   |
| 75                                                      | Tunisia      | 150.00 | Gruppo III - Europa/Africa |